# Apuanita
L'apuanita és un mineral de la classe dels òxids. Rep el seu nom dels Alps Apuans, la serralada on es troba el lloc on va ser descoberta.

## Característiques
L'apuanita és un òxid de fórmula química Fe2+Fe₄3+Sb₄3+O₁₂S. Cristal·litza en el sistema tetragonal. Es troba normalment de manera massiva; rarament en forma de cristalls prismàtics o tabulars. La seva duresa a l'escala de Mohs es troba entre 4 i 5.
Segons la classificació de Nickel-Strunz, l'apuanita pertany a «04.JA - Arsenits, antimonits, bismutits; sense anions addicionals, sense H₂O» juntament amb els següents minerals: leiteïta, reinerita, karibibita, kusachiïta, schafarzikita, trippkeïta, versiliaïta, schneiderhöhnita, zimbabweïta, ludlockita, paulmooreïta, estibivanita i chadwickita.

## Formació i jaciments
Es troba en dipòsits de ferro, en barita; formada per processos metamòrfics de baix grau en el contacte entre fil·lites i dolomies. Sol trobar-se associada a altres minerals com: versiliaïta, pirita, magnetita, hematites o barita. Va ser descoberta l'any 1979 a la mina Buca della Vena, a Ponte Stazzemese (Toscana, Itàlia), l'únic indret on se n'ha trobat.